# 鄧巍
鄧巍（1507年—？），字惟成，湖廣長沙府瀏陽縣人，明朝政治人物。

## 生平
湖廣鄉試第十八名。嘉靖二十年（1541年）登辛丑科進士。嘉靖二十二年（1543年）任直隸溧水縣知縣，升監察御史。升鳳翔府知府。

## 家族
曾祖鄧子奇；祖父鄧宗瑀；父鄧鳳翱，母鄢氏。慈侍下。